# Krisztián Takács
Krisztián Takács (né le 30 décembre 1985 à Budapest) est un nageur hongrois spécialisé dans la nage libre.

## Palmarès

### Coupe du monde de natation
- Médaille d'or aux 50 mètres nage libre en 2011
- Médaille d'or aux 4x50 mètres nage libre mixte en 2012
- Médaille d'argent aux 100 mètres nage libre en 2011
- Médaille d'argent aux 4x50 mètres 4 nages mixte en 2012

### Championnats d'Europe en petit bassin
Médaille de bronze aux 100 mètres nage libre en 2011

### Championnats d'Europe Junior
Médaille d'or au relai 4x100 mètres 4 nages en 2003